# سپتوم واژن
سپتوم واژن (انگلیسی: Vaginal septum) یکی از ناهنجاری‌های واژن و دیواره‌ای است که حفرهٔ درون واژن را به بخش‌هایی تقسیم می‌کند. سپتوم واژن می‌تواند طولی یا عرضی باشد. در برخی از زنان مبتلا، سپتوم جزئی است و در تمام طول یا عرض واژن گسترش نمی‌یابد. دیسپارونی ممکن است یکی از علائم آن باشد. سپتوم طولی واژینال هنگام تشکیل رویان و در صورت ادغام ناقص قسمت‌های پایینی یک مجرای مولرین ایجاد می‌شود. در نتیجه، ممکن است به نظر برسد که یک سوراخ در واژن وجود دارد. ممکن است در قسمت‌های آهیانه‌ای مشتقات مجرای مولرین، نسخه‌های دوگانهٔ مرتبط دیگری وجود داشته باشد مثلاً دهانه رحم  و سپتوم رحم یا رحمِ دی‌دلفیس. هنگامی که مجاری مولرین به سینوس ادراری تناسلی متصل نمی‌شوند، یک سپتوم عرضی در جریان تشکیل رویان ایجاد می‌شود. سپتوم عرضی کامل می‌تواند در سطوح مختلف در سراسر واژن ایجاد شود. جریان قاعدگی ممکن است مسدود شود و شاید علت آمنوره اولیه است. تجمع پسماندهای قاعدگی در پشت سپتوم کریپتومنوره نامیده می‌شود. برخی از سپتوم‌های عرضی ناتمام هستند و ممکن است منجر به دیسپارونی یا انسداد در هنگام زایمان شوند.